# Qisas
Qiṣāṣ (Arabisch: قصاص) is een islamitische term die het oog-om-oog principe beschrijft binnen de islam. Het is een concept binnen de islamitische wetgeving die rechtvaardigheid op vlak van wraak benadrukt. Qisas is mogelijk wanneer een moslim of niet-moslim iemand vermoord, fysiek beschadigt. In geval van moord, wordt de moordenaar als rechtvaardigheid gedood door een Wali van het slachtoffer. Dit gebeurt uiteraard met de veroordeling van de islamitische rechtbank.
Qisas is een van de islamitische penale straffen, zoals Hoedoed, Ta'ija of Dija.

## Islamitische geschriften
Er is een intense discussie over Qisas binnen de Hadeeth. Bijvoorbeeld, Sahih Boekhaari zegt,
Qisas is voorgeschreven in de Koran en de Hadeeth bij geval van een onnatuurlijke dood (zoals moord), lichamelijk letsel of een aanslag tegen een moslim. Hoe dan ook, Qisas was niet van toepassing, volgens moderne geleerden, bij niet-moslims en niet-moslimslaven.

## Islamitische wetgeving
De islamitische wetgeving ziet moord of lichamelijk letsel als een burgerlijk dispuut en niet als een federaal veroordeelbare misdaad. In alle gevallen van moord, lichamelijk letsel, schade aan persoonlijk eigendom of andere misdaden, is het niet de staat die de straf beslist maar de familie van het slachtoffer. Qisas kan enkel gevraagd worden door het slachtoffer of familie van het slachtoffer.

### Alternatieven
De Koran laat een teruggave aan het slachtoffer of familie van de slachtoffer toe in de vorm van geld. Dit noemt men bloedgeld (Dija in het Arabisch). Hierbij betaalt de moordenaar of familie van de moordenaar geld aan het slachtoffer of familie van het slachtoffer als een rechtvaardigend concept.

## Qisas en niet-moslims
Het concept van Qisas is enkel beschikbaar wanneer het slachtoffer een moslim is. Dus bij niet-moslims is Qisas niet van toepassing volgens de meerderheid van de islamitische rechtsscholen, behalve de Hanafi.